# RYO NISHIKIDO LIVE TOUR 2022 "Nocturnal"
『RYO NISHIKIDO LIVE TOUR 2022 "Nocturnal"』（リョー ニシキド ライブ ツアー 2022 ノクターナル）は、2022年10月18日から同年12月20日にかけて開催された、錦戸亮のライブツアー。『錦戸亮 LIVE TOUR 2022 "Nocturnal"』（にしきどりょう ライブ ツアー 2022 ノクターナル）のタイトルで、2023年10月25日にNOMAD RECORDSから5枚目のライブBlu-ray/DVDとして発売された。

## 概要

### ライブツアー
- 本ツアーは、2022年10月18日から12月20日にかけて全国11か所17公演で開催された、自身の3rdアルバム『Nocturnal』を引っさげたホールツアーである[9][10][12][17][18][19]。
- 前回のツアー『RYO NISHIKIDO LIVE 2021 "SHABBY"』から約10か月振り、ソロ名義では5度目となるライブツアーである。
- 本ツアーの開催は、前述のアルバム『Nocturnal』および4thライブBlu-ray/DVD『錦戸亮 LIVE 2021 "SHABBY"』の発売と同時に発表された[9][10][12][20]。
- 本ツアーでは、ツアータイトルおよび前述のアルバムタイトルである「Nocturnal」が「夜に起こる」「夜行性」と言う意味を持っているため、影アナやSEを含め、ステージセットやセットリストも全てコンセプチュアルな演出となっており[21][13][14][15][22]、アルバム『Nocturnal』に収録された新曲など、全20曲を披露した[17][18][19]。
- 2021年はライブ開催回数が計45公演と精力的にライブ活動を行っていたが、2022年は上半期に2023年6月に配信されたNetflixシリーズの配信ドラマ『離婚しようよ』[23][24]の撮影を行っていた事もあり、同年唯一のライブ活動となった[9][10][12][11][14][15][22]。
- 自身の4thライブBlu-ray/DVD『錦戸亮 LIVE 2021 "SHABBY"』の封入特典として、本ツアーのバックステージツアーを開催[25][26]。
  - 同企画は、同作にランダムで封入されているプレミアムチケットが当たれば、同ツアーのバックステージツアーに招待されると言う企画となっており、各会場のライブ開演前に開催された[26]。
  - また、チケットは、封入されていれば希望の日程・会場を1つ選択し、各会場ごとに先着での受付となった[26]。
- 2022年11月19日、錦戸の誕生日前日（2022年11月2日）に開催された、本ツアーの福岡・福岡サンパレス ホテル&ホール公演で、錦戸の誕生日を祝い、プレゼントを掛けた錦戸の楽曲のイントロクイズの様子を自身が出演しているYouTube『NO GOOD TV』で配信された[27]。

### 映像作品
- 前作『錦戸亮 LIVE 2021 "SHABBY"』から約1年1か月振りのリリース。
- 本作は特別仕様盤、初回限定盤、通常盤（各Blu-ray/DVD）の6形態で発売。
- 本作には、2022年12月1日の東京・府中の森芸術劇場公演の模様を収録[16][17][18][19]。
- 特別仕様盤・初回限定盤には特典Blu-ray/DVDを付属。
  - 特別仕様盤には、本ツアーの全公演を追った60分にわたるドキュメンタリー映像を収録[16][17][18][19]。
  - 初回限定盤には、全公演のMC集と活動メイキング映像を収録[16][17][18][19]。
- 通常盤には、特典CD『錦戸亮 LIVE TOUR 2022 "Nocturnal" ライブアルバムCD』として、本作の収録公演のライブ音源が収録されたCDを付属[16][17][18][19]。
- 本作の予約特典および購入者特典として、アルバム『Nocturnal』と同様にHMVとの展開が実施された[28]。
  - オフィシャルストア（HMV&BOOKS online）の専用カートでの購入で、未公開ライブ映像が視聴出来るテクノロジー（QRコード）が付いたアクリルスタンド『錦戸アクスタ（キャラver.）』（形態別絵柄3種）を封入[28]。
    - 各形態ごとに視聴可能なライブ映像が異なっている[28]。

  - オフィシャルストア以外の店舗での購入で、オリジナル特典『Ryo chaaaam（キャラver.）』（アクリル仕様・形態別絵柄3種）を封入[28]。
  - 前述の『Ryo chaaaam』に加え、LoppiおよびHMVの限定特典として『印字サイン&メッセージ入りブロマイド3枚セット』を封入[29]。
  - 2023年10月24日 - 30日には、全国のローソンおよびHMVの店頭にて本作収録楽曲と錦戸のコメントが放送され、全国のHMV5店舗ではパネル展や購入者対象のパネルプレゼント企画も実施された[29]。
- 2023年11月12日・15日には、本作の発売を記念したリリースイベント『錦戸亮 LIVE TOUR 2022 "Nocturnal" リリース記念スペシャルイベント』が開催された[16][17][18][19]。

#### 各形態概要
| 特典内容                                       | 形態       |
| ---------------------------------------------- | ---------- |
| 特典Blu-ray/DVD（詳細は「#特別仕様盤」を参照） | 特別仕様盤 |
| スリーブケース付きBOX仕様                      | 特別仕様盤 |
| "Nocturnal" 100Pスペシャルフォトブック         | 特別仕様盤 |
| 特典Blu-ray/DVD（詳細は「#初回限定盤」を参照） | 初回限定盤 |
| ミニブックレット                               | 初回限定盤 |
| 特典CD（詳細は「#特典CD（通常盤）」を参照）    | 通常盤     |

| 特典内容                                                                          | 販売店                                 |
| --------------------------------------------------------------------------------- | -------------------------------------- |
| 未公開ライブ映像視聴テクノロジー付き 錦戸アクスタ（キャラver.） （形態別絵柄3種） | オフィシャルストア（HMV&BOOKS online） |
| Ryo chaaaam（キャラver.） （アクリル仕様・形態別絵柄3種）                         | オフィシャルストア以外の販売店         |
| 印字サイン&メッセージ入りブロマイド3枚セット                                      | Loppi・HMV                             |

## 公演日程
| 年     | 月   | 日   | 開演時間 | 会場                                      |
| ------ | ---- | ---- | -------- | ----------------------------------------- |
| 2022年 | 10月 | 18日 | 19:00    | LINE CUBE SHIBUYA（東京都）               |
| 2022年 | 10月 | 19日 | 18:30    | LINE CUBE SHIBUYA（東京都）               |
| 2022年 | 10月 | 21日 | 18:30    | 市川市文化会館 大ホール（千葉県）         |
| 2022年 | 10月 | 26日 | 18:30    | フェスティバルホール（大阪府）            |
| 2022年 | 10月 | 29日 | 17:30    | ロームシアター京都 メインホール（京都府） |
| 2022年 | 10月 | 30日 | 18:00    | 高崎芸術劇場 大劇場（群馬県）             |
| 2022年 | 11月 | 2日  | 18:30    | 福岡サンパレス ホテル&ホール（福岡県）    |
| 2022年 | 11月 | 12日 | 17:30    | 倉敷市民会館（岡山県）                    |
| 2022年 | 11月 | 14日 | 18:30    | グランキューブ大阪 メインホール（大阪府） |
| 2022年 | 11月 | 15日 | 18:30    | グランキューブ大阪 メインホール（大阪府） |
| 2022年 | 11月 | 21日 | 18:30    | 神戸国際会館 こくさいホール（兵庫県）     |
| 2022年 | 11月 | 22日 | 18:30    | フェニーチェ堺（大阪府）                  |
| 2022年 | 11月 | 27日 | 17:30    | 森のホール21 大ホール（千葉県）           |
| 2022年 | 12月 | 1日  | 18:30    | 府中の森芸術劇場 どりーむホール（東京都） |
| 2022年 | 12月 | 6日  | 18:30    | 神奈川県民ホール 大ホール（神奈川県）     |
| 2022年 | 12月 | 11日 | 17:30    | 愛知県芸術劇場 大ホール（愛知県）         |
| 2022年 | 12月 | 20日 | 18:30    | 仙台サンプラザホール（宮城県）            |

## 販売形態
- 発売日：2023年10月25日
  - 特別仕様盤（NOMAD-035：2Blu-ray）
    - スリーブケース付きBOX仕様。
    - 『"Nocturnal" 100Pスペシャルフォトブック』封入。

  - 特別仕様盤（NOMAD-036：2DVD）
    - スリーブケース付きBOX仕様。
    - 『"Nocturnal" 100Pスペシャルフォトブック』封入。

  - 初回限定盤（NOMAD-037：2Blu-ray）
    - ミニブックレット封入。

  - 初回限定盤（NOMAD-038：2DVD）
    - ミニブックレット封入。

  - 通常盤（NOMAD-039：Blu-ray+CD）
    - 特典CD：『錦戸亮 LIVE TOUR 2022 "Nocturnal" ライブアルバムCD』封入。

  - 通常盤（NOMAD-040：DVD+CD）
    - 特典CD：『錦戸亮 LIVE TOUR 2022 "Nocturnal" ライブアルバムCD』封入。

## チャート成績
- オリコンチャート
  - 2023年10月24日付の「オリコンデイリー ミュージックDVDランキング」で初登場2位を獲得した[1]。
  - 2023年10月24日付の「オリコンデイリー DVDランキング」で初登場3位を獲得した[2]。
  - 2023年10月24日付の「オリコンデイリー Blu-rayランキング」で初登場5位を獲得した[3]。
  - 初週11,112枚を売り上げ、2023年11月6日付の「オリコン週間 ミュージックDVD・Blu-rayランキング」で週間3位を獲得した[4]。
  - 初週3,305枚を売り上げ、2023年11月6日付の「オリコン週間 ミュージックDVDランキング」で週間2位を獲得した[5]。
  - 初週7,807枚を売り上げ、2023年11月6日付の「オリコン週間 ミュージックBlu-rayランキング」で週間3位を獲得した[6]。
  - 初週3,305枚を売り上げ、2023年11月6日付の「オリコン週間 DVDランキング」で週間4位を獲得した[7]。
  - 初週7,807枚を売り上げ、2023年11月6日付の「オリコン週間 Blu-rayランキング」で週間5位を獲得した[8]。

## 収録内容

### 本編映像（セットリスト）
1. dusk
2. input
3. Tokyoholic
4. ノマド
5. ツキノハナシ
6. ジンクス
7. Shabby
8. デジャヴ
9. ヒトメボレ

〈MC〉
1. Half Down
2. ヤキモチ
3. Good time
4. 絵本
5. Silence
6. output
7. ホンキートンクラプソディ chapter 2.
8. オモイデドロボー
9. ノクターナルアニマルズ

〈アンコール〉
1. I don't understand
2. ラストノート

### 特典映像

#### 特別仕様盤
| #         | タイトル                            | 作詞  | 作曲・編曲 | 時間  |
| --------- | ----------------------------------- | ----- | ---------- | ----- |
| 1.        | 「"Nocturnal"ドキュメンタリー映像」 |       |            | 60:58 |
| 合計時間: | 合計時間:                           | 60:58 |            |       |

#### 初回限定盤
| #         | タイトル                   | 作詞  | 作曲・編曲 | 時間  |
| --------- | -------------------------- | ----- | ---------- | ----- |
| 1.        | 「"Nocturnal" 全公演MC集」 |       |            | 23:02 |
| 2.        | 「活動メイキング映像」     |       |            | 24:03 |
| 合計時間: | 合計時間:                  | 47:05 |            |       |

### 特典CD（通常盤）
1. 錦戸亮 LIVE TOUR 2022 "Nocturnal" ライブアルバムCD

## グッズ
※出典を参照。
| グッズタイトル                                               | 価格      |
| ------------------------------------------------------------ | --------- |
| ツアーTシャツ（M・L）                                        | 各3,500円 |
| ロゴTシャツ（M・L）                                          | 各3,500円 |
| トレーナー（M・L・XL）                                       | 各6,000円 |
| フーディー（M・L・XL）                                       | 各6,500円 |
| エプロン                                                     | 2,800円   |
| フェイスタオル                                               | 2,300円   |
| マフラータオル                                               | 2,300円   |
| ガジェットポーチ                                             | 2,000円   |
| スケーターソックス（包帯・御札）                             | 各1,500円 |
| 付箋                                                         | 700円     |
| トートバッグ                                                 | 2,600円   |
| SCENT OF NOTE EAU DE PARFUM                                  | 4,400円   |
| バッグチャーム（黒・白）                                     | 各1,500円 |
| ペンライト                                                   | 2,500円   |
| サイリウム                                                   | 600円     |
| ラバーバンド（各日程限定色）                                 | 各600円   |
| パンフレット                                                 | 2,800円   |
| クリアファイル                                               | 900円     |
| フォトセット（#012・#013）                                   | 各600円   |
| チャーム（各日程限定色）                                     | 各800円   |
| 錦戸バッジ（ランダム、全24種）                               | 各700円   |
| NFC Tシャツ                                                  | 3,500円   |
| フレークシール                                               | 800円     |
| フォトセット（#014・#015）                                   | 各600円   |
| 錦戸膝掛け（A・B）                                           | 各3,900円 |
| 錦戸バッジ（オンラインストア限定デザイン / ランダム、全7種） | 各700円   |

- 兵庫・神戸国際会館公演（2022年11月26日）より、新しいグッズ3種が追加ラインナップされた[32]。
- 神奈川・神奈川県民ホール公演（2022年12月6日）より、『錦戸膝掛け』が追加ラインナップされた[33]。
- 本ツアー終了後（2022年12月26日）より、自身のオンラインストアにて、オンラインストア限定商品である『錦戸バッジ（オンラインストア限定デザイン）』を含む、ほぼ全てのグッズ販売が開始された[34][35][注 6]。
- 『錦戸バッジ』の販売スケジュールは以下の通り[31]。
  - 第1弾：10月18日 - 30日
  - 第2弾：11月2日 - 22日
  - 第3弾：11月27日 - 12月20日
- 会場での購入時の混雑緩和のため、セット販売を実施[36]。
  - パンフレット、ツアーTシャツ、トートバッグ、タオル（2種から選択）、チャーム、ラバーバンド、サイリウム、クリアファイル、フォトセット（2種セット）の9点のセット。
  - 上記セットアイテムに加えて「錦戸バッジ」をランダムで1つ付属。
- ラバーバンドとチャームの各日程の色は以下の通り。

| 公演日 | 公演日 | 色             | 会場                                      |
| ------ | ------ | -------------- | ----------------------------------------- |
| 10月   | 18日   | WHITE          | LINE CUBE SHIBUYA（東京都）               |
| 10月   | 19日   | DUSTY-PINK     | LINE CUBE SHIBUYA（東京都）               |
| 10月   | 21日   | PEACOAK GREEN  | 市川市文化会館 大ホール（千葉県）         |
| 10月   | 26日   | BEIGE          | フェスティバルホール（大阪府）            |
| 10月   | 29日   | DARK BLUE      | ロームシアター京都 メインホール（京都府） |
| 10月   | 30日   | ORANGE         | 高崎芸術劇場 大劇場（群馬県）             |
| 11月   | 2日    | SMOKEY BLUE    | 福岡サンパレス ホテル&ホール（福岡県）    |
| 11月   | 12日   | TURQUOISE BLUE | 倉敷市民会館（岡山県）                    |
| 11月   | 14日   | PINK           | グランキューブ大阪 メインホール（大阪府） |
| 11月   | 15日   | IVY GREEN      | グランキューブ大阪 メインホール（大阪府） |
| 11月   | 21日   | DUSKY PURPLE   | 神戸国際会館 こくさいホール（兵庫県）     |
| 11月   | 22日   | COCOA          | フェニーチェ堺（大阪府）                  |
| 11月   | 27日   | MATCHA         | 森のホール21 大ホール（千葉県）           |
| 12月   | 1日    | PURPLE         | 府中の森芸術劇場 どりーむホール（東京都） |
| 12月   | 6日    | YELLOW         | 神奈川県民ホール 大ホール（神奈川県）     |
| 12月   | 11日   | GRAY           | 愛知県芸術劇場 大ホール（愛知県）         |
| 12月   | 20日   | RED            | 仙台サンプラザホール（宮城県）            |

## 発売記念イベント
『錦戸亮 LIVE TOUR 2022 "Nocturnal" リリース記念スペシャルイベント』（にしきどりょう ライブ ツアー 2022 ノクターナル リリースきねんスペシャルイベント）は、2023年11月12日から同年11月15日にかけて開催された、本作のリリースを記念した錦戸亮のイベント。

### 開催概要
- 本イベントは、本項映像作品の購入者応募特典として抽選で招待されたリリース記念イベントである[16][17][18][19]。
- 本項映像作品の3形態のうち、いずれか2形態を購入の上、キャンペーンサイトから本イベントに応募可能となっている[16][17][18][19]。
  - 応募者全員に本イベントの映像が後日視聴できる視聴コードが配布された[28]。
- 東京・Zepp Haneda公演（2023年11月15日）のみ、本イベントと同時期に開催していたファンクラブ限定ツアー『RYO NISHIKIDO Fan Club Tour 2023 "Untitled"』で販売していたグッズが本イベントでも販売された[注 7][42]。

### 公演日程（リリースイベント）
| 年     | 月   | 日   | 開演時間 | 会場                  |
| ------ | ---- | ---- | -------- | --------------------- |
| 2023年 | 11月 | 12日 | 13:00    | Zepp Namba（大阪府）  |
| 2023年 | 11月 | 15日 | 19:00    | Zepp Haneda（東京都） |

### セットリスト（リリースイベント）
1. オモイデドロボー
2. 狛犬
3. ハイボール
4. Silence
5. ヤキモチ
6. 絵本
7. ロードムービー
8. ノクターナルアニマルズ